# Championnat d'Algérie de football 2017-2018
Navigation
Ligue 1
2016-2017 Ligue 1
2018-2019
La saison 2017-2018 de Ligue 1 est la 56e édition du championnat d'Algérie de football et la huitième sous l'ère professionnelle. Le championnat oppose seize clubs algériens et débute le 25 août 2017.

## Participants
Les treize premiers de la Ligue 1 2016-2017 ainsi que les trois premiers de la Ligue 2 2016-2017 participent à la compétition.
Les matchs derbys entre les équipes algéroises de ce championnat (CR Belouizdad, MC Alger, NA Hussein Dey, Paradou AC, USM Alger, USM El Harrach) se jouent tous au niveau du stade du 5-juillet-1962 d'Alger.
| \| JSK Alger USMB CSC OM ESS DRBT MCO USMBA USB JSS \| Localisation des clubs engagés dans le championnat. |
| JSK Alger USMB CSC OM ESS DRBT MCO USMBA USB JSS                                                           |

| \| MCA USMA CRB NAHD PAC USMH \| Localisation des clubs algérois engagés en L1. |
| MCA USMA CRB NAHD PAC USMH                                                      |

| Club           | Dernière montée | Budget en M€ | Classement 2016-2017 | Stade                            | Pelouse     | Capacité théorique | Nombre de saisons en Ligue 1 |
| -------------- | --------------- | ------------ | -------------------- | -------------------------------- | ----------- | ------------------ | ---------------------------- |
| ES Sétif       | 1997            | 10           | 1er                  | Stade du 8 Mai 1945              | Synthétique | 25 000             | 49                           |
| MC Alger       | 2003            | 12           | 2e                   | Stade du 5 juillet 1962          | Naturelle   | 64 000             | 48                           |
| USM Alger      | 1995            | 20           | 3e                   | Stade Omar Hamadi                | Synthétique | 17 500             | 37                           |
| USM Bel-Abbès  | 2016            | 6            | 4e                   | Stade du 24 Février 1956         | Synthétique | 45 000             | 20                           |
| JS Saoura      | 2012            | 5            | 5e                   | Stade du 20 Août 1955 ( Béchar ) | Synthétique | 20 000             | 5                            |
| CR Belouizdad  | 1989            | 7            | 6e                   | Stade du 20 Août 1955            | Synthétique | 15 000             | 52                           |
| NA Hussein Dey | 2014            | 6.3          | 7e                   | Stade du 20 Août 1955            | Synthétique | 15 000             | 40                           |
| MC Oran        | 2009            | 10.7         | 8e                   | Stade Ahmed Zabana               | Synthétique | 40 000             | 52                           |
| DRB Tadjenanet | 2015            | 5            | 9e                   | Stade Lahoua Smaïl               | Synthétique | 10 000             | 2                            |
| CS Constantine | 2011            | 8.2          | 10e                  | Stade Chahid Hamlaoui            | Naturelle   | 40 000             | 20                           |
| JS Kabylie     | 1969            | 10           | 11e                  | Stade du 1er Novembre 1954       | Synthétique | 15 000             | 48                           |
| O Médéa        | 2016            | 3            | 12e                  | Stade Imam Lyes                  | Naturelle   | 12 000             | 1                            |
| USM El Harrach | 2008            | 5            | 13e                  | Stade du 1er Novembre 1954       | Synthétique | 10 000             | 34                           |
| Paradou AC     | 2017            | 4.2          | 1er (Ligue 2)        | Stade Omar Hamadi                | Synthétique | 17 500             | 2                            |
| USM Blida      | 2017            | 4            | 2e (Ligue 2)         | Stade Mustapha Tchaker           | Naturelle   | 35 000             | 25                           |
| US Biskra      | 2017            | 3            | 3e (Ligue 2)         | Stade du 18 Février              | Naturelle   | 30 000             | 1                            |

Légende des couleurs
- Ligue des champions de la CAF 2018
- Coupe de la confédération 2018
- Coupe de l'UAFA 2017-2018
- Promu de Ligue 2

## Calendrier
Calendrier publié le 13 juillet 2017

## Compétition

### Classement
Source : Classement officiel sur le site de la LFP.
| Rang | Équipe             | Pts | J  | G  | N  | P  | Bp | Bc | Diff |
| ---- | ------------------ | --- | -- | -- | -- | -- | -- | -- | ---- |
| 1    | CS Constantine     | 57  | 30 | 16 | 9  | 5  | 36 | 26 | +10  |
| 2    | JS Saoura          | 54  | 30 | 16 | 6  | 8  | 38 | 27 | +11  |
| 3    | NA Hussein Dey     | 49  | 30 | 11 | 16 | 3  | 36 | 24 | +12  |
| 4    | MC Oran            | 45  | 30 | 12 | 9  | 9  | 40 | 36 | +4   |
| 5    | MC Alger           | 44  | 30 | 12 | 8  | 10 | 41 | 32 | +9   |
| 6    | USM Alger          | 42  | 30 | 11 | 9  | 10 | 43 | 35 | +8   |
| 7    | Paradou AC P       | 42  | 30 | 12 | 6  | 12 | 35 | 30 | +5   |
| 8    | ES Sétif T S       | 40  | 30 | 10 | 10 | 10 | 35 | 30 | +5   |
| 9    | USM Bel-Abbès -6 C | 37  | 30 | 12 | 7  | 11 | 32 | 31 | +1   |
| 10   | DRB Tadjenanet     | 37  | 30 | 10 | 7  | 13 | 33 | 41 | -8   |
| 11   | CR Belouizdad      | 36  | 30 | 7  | 15 | 8  | 24 | 27 | -3   |
| 12   | JS Kabylie         | 36  | 30 | 8  | 12 | 10 | 34 | 39 | -5   |
| 13   | O Médéa            | 36  | 30 | 8  | 12 | 10 | 23 | 32 | -9   |
| 14   | US Biskra P        | 34  | 30 | 9  | 7  | 14 | 23 | 30 | -7   |
| 15   | USM El Harrach     | 28  | 30 | 7  | 7  | 16 | 27 | 37 | -10  |
| 16   | USM Blida P        | 23  | 30 | 5  | 8  | 17 | 28 | 50 | -22  |

Qualifications internationales
- Ligue des champions de la CAF 2019
- Coupe de la confédération 2018-2019
- Championnat arabe des clubs 2018-2019

Relégation
- Relégation en Ligue 2 2018-2019

Abréviations
T : Tenant du titre

S : Vainqueur de la Supercoupe d'Algérie 2017

C : Vainqueur de la Coupe d'Algérie 2017-2018

P : Promus de Ligue 2 2016-2017

* : Défalcation de 6 points au club USM Bel-Abbès par la Commission de discipline de la Fédération
internationale de football (FIFA), pour défaut d’exécution d’une décision prise lors de sa réunion du
9 juin 2017 lui ordonnant de payer le montant dû au joueur Jessy Mayele et une amende de
15 000 CHF ; Décision appliquée par la Fédération algérienne de football.
1. Le championnat se déroule en deux phases en Aller et Retour. Il est attribué :
  - Trois (03) points pour un match gagné ;
  - Un (01) point pour un match nul ;
  - Zéro (00) point pour un match perdu sur terrain ou par pénalité.
2. Le club qui a obtenu le plus grand nombre de points est déclaré champion.
3. En cas d'égalité de points entre deux équipes ou plus, au terme du classement final, les équipes seront départagées, selon l’ordre des critères suivants :
  - Le plus grand nombre de points obtenus par une équipe lors des matchs joués entre les équipes en question ;
  - La meilleure différence de buts obtenue par une équipe lors des matchs joués entre les équipes en question ;
  - La meilleure différence de buts obtenue par une équipe sur l’ensemble des matchs joués par les équipes en question lors de la phase aller ;
  - Le plus grand nombre de buts marqués par une équipe sur l’ensemble des matchs joués par les équipes en question lors de la phase aller ;
  - Le plus grand nombre de buts marqué par une équipe sur l’ensemble des matches joués à l’extérieur par les équipes en question lors de la phase aller ;
  - En cas d’égalité concernant tous les critères ci-dessus, un match d’appui est organisé par la LFP sur terrain neutre avec prolongation et le cas échéant tirs au but.

Tiré de l'article 81 du Règlement des Championnats de football professionnel de la Fédération algérienne de football.

### Leader par journée
La frise suivante montre l'évolution des équipes ayant successivement occupé la première place :

### Lanterne rouge par journée
La frise suivante montre l'évolution des équipes ayant successivement occupé la dernière place :

### Évolution du classement
Le tableau suivant récapitule le classement au terme de chacune des journées définies par le calendrier officiel, les matchs joués en retard sont pris en compte la journée suivante.
| Journées → | 1  | 2  | 3  | 4  | 5  | 6  | 7  | 8  | 9  | 10 | 11 | 12 | 13 | 14 | 15 | 16 | 17 | 18 | 19 | 20 | 21 | 22 | 23 | 24 | 25 | 26 | 27 | 28 | 29 | 30 |    | En tête | Relégable |
| ---------- | -- | -- | -- | -- | -- | -- | -- | -- | -- | -- | -- | -- | -- | -- | -- | -- | -- | -- | -- | -- | -- | -- | -- | -- | -- | -- | -- | -- | -- | -- | -- | ------- | --------- |
| CRB        | 3  | 1  | 1  | 1  | 1  | 2  | 4  | 3  | 5  | 5  | 7  | 7  | 7  | 8  | 10 | 11 | 12 | 11 | 11 | 12 | 11 | 11 | 12 | 10 | 9  | 9  | 11 | 10 | 10 | 11 | 4  |         |           |
| CSC        | 2  | 9  | 4  | 4  | 4  | 1  | 1  | 2  | 2  | 2  | 1  | 1  | 1  | 1  | 1  | 1  | 1  | 1  | 1  | 1  | 1  | 1  | 1  | 1  | 1  | 1  | 1  | 1  | 1  | 1  | 22 |         |           |
| DRBT       | 7  | 6  | 6  | 9  | 11 | 8  | 10 | 11 | 13 | 13 | 13 | 13 | 12 | 13 | 11 | 10 | 10 | 13 | 14 | 13 | 14 | 15 | 15 | 14 | 13 | 11 | 12 | 13 | 12 | 10 |    | 5       |           |
| ESS        | 4  | 4  | 3  | 2  | 2  | 3  | 6  | 7  | 4  | 4  | 5  | 4  | 4  | 3  | 4  | 6  | 7  | 7  | 8  | 8  | 8  | 6  | 8  | 6  | 7  | 6  | 7  | 7  | 8  | 8  |    |         |           |
| JSK        | 10 | 3  | 5  | 8  | 6  | 10 | 9  | 9  | 10 | 10 | 9  | 10 | 11 | 12 | 12 | 13 | 11 | 14 | 12 | 14 | 13 | 13 | 11 | 12 | 11 | 12 | 9  | 11 | 11 | 12 |    | 2       |           |
| JSS        | 8  | 2  | 2  | 5  | 3  | 5  | 3  | 4  | 3  | 3  | 3  | 2  | 2  | 2  | 2  | 2  | 2  | 3  | 3  | 6  | 6  | 7  | 5  | 7  | 6  | 4  | 3  | 3  | 2  | 2  |    |         |           |
| MCA        | 6  | 7  | 11 | 13 | 13 | 13 | 13 | 12 | 9  | 6  | 8  | 5  | 5  | 5  | 5  | 4  | 3  | 4  | 5  | 3  | 3  | 3  | 4  | 3  | 2  | 2  | 4  | 4  | 4  | 5  |    |         |           |
| MCO        | 1  | 8  | 8  | 3  | 5  | 4  | 5  | 6  | 7  | 7  | 4  | 6  | 6  | 6  | 6  | 5  | 4  | 5  | 2  | 2  | 2  | 2  | 2  | 2  | 3  | 5  | 5  | 6  | 6  | 4  | 1  |         |           |
| NAHD       | 14 | 13 | 13 | 11 | 10 | 11 | 12 | 13 | 12 | 12 | 11 | 11 | 10 | 7  | 7  | 8  | 6  | 6  | 7  | 7  | 7  | 8  | 6  | 4  | 4  | 3  | 2  | 2  | 3  | 3  |    | 1       |           |
| OM         | 9  | 12 | 10 | 10 | 12 | 12 | 11 | 10 | 11 | 11 | 12 | 12 | 13 | 11 | 13 | 12 | 13 | 10 | 10 | 10 | 9  | 10 | 10 | 11 | 12 | 10 | 13 | 12 | 13 | 13 |    |         |           |
| PAC        | 12 | 10 | 9  | 6  | 9  | 9  | 8  | 5  | 6  | 8  | 6  | 8  | 8  | 9  | 8  | 9  | 8  | 8  | 6  | 5  | 5  | 5  | 7  | 8  | 8  | 8  | 8  | 8  | 7  | 7  |    |         |           |
| USB        | 13 | 15 | 15 | 15 | 14 | 14 | 14 | 14 | 15 | 14 | 15 | 14 | 14 | 14 | 14 | 15 | 15 | 12 | 13 | 11 | 12 | 12 | 13 | 15 | 15 | 14 | 14 | 14 | 14 | 14 |    | 23      |           |
| USMA       | 5  | 5  | 7  | 12 | 7  | 6  | 2  | 1  | 1  | 1  | 2  | 3  | 3  | 4  | 3  | 3  | 5  | 2  | 4  | 4  | 4  | 4  | 3  | 5  | 5  | 7  | 6  | 5  | 5  | 6  | 3  |         |           |
| USMBA      | 15 | 11 | 12 | 7  | 8  | 7  | 7  | 8  | 8  | 9  | 10 | 9  | 9  | 10 | 9  | 7  | 9  | 9  | 9  | 9  | 10 | 9  | 9  | 9  | 10 | 13 | 10 | 9  | 9  | 9  |    | 1       |           |
| USMB       | 16 | 16 | 16 | 16 | 16 | 16 | 15 | 16 | 16 | 16 | 16 | 16 | 16 | 16 | 16 | 16 | 16 | 16 | 16 | 16 | 16 | 16 | 16 | 16 | 16 | 16 | 16 | 16 | 16 | 16 |    | 30      |           |
| USMH       | 11 | 14 | 14 | 14 | 15 | 15 | 16 | 15 | 14 | 15 | 14 | 15 | 15 | 15 | 15 | 14 | 14 | 15 | 15 | 15 | 15 | 14 | 14 | 13 | 14 | 15 | 15 | 15 | 15 | 15 |    | 28      |           |

### Résultats

#### Récapitulatif
Le tableau suivant récapitule les résultats « aller » et « retour » du championnat (mise-à-jour après la 30e journée) :
| Résultats (▼dom., ►ext.)                                   | CRB  | CSC | DRBT | ESS | JSK | JSS | MCA | MCO | NAHD | OM  | PAC | USMA | USB | USMB | USMBA | USMH |
| CR Belouizdad                                              |      | 0-0 | 1-2  | 0-0 | 1-1 | 1-1 | 2-0 | 0-0 | 0-2  | 0-0 | 2-1 | 1-0  | 1-0 | 1-1  | 2-0   | 0-1  |
| CS Constantine                                             | 1-0  |     | 2-1  | 2-1 | 2-1 | 4-2 | 1-0 | 1-0 | 3-1  | 1-1 | 0-0 | 2-1  | 1-0 | 1-1  | 1-0   | 0-0  |
| DRB Tadjenanet                                             | 3-0  | 2-1 |      | 3-2 | 1-0 | 2-0 | 1-1 | 0-1 | 1-1  | 0-0 | 1-2 | 0-3  | 3-1 | 1-0  | 1-0   | 1-1  |
| ES Sétif                                                   | 2-1  | 1-0 | 2-0  |     | 0-0 | 2-0 | 1-2 | 4-1 | 1-2  | 0-0 | 2-1 | 1-2  | 1-0 | 5-2  | 0-0   | 2-1  |
| JS Kabylie                                                 | 2-2  | 1-2 | 1-0  | 1-0 |     | 1-1 | 3-1 | 3-3 | 1-1  | 3-0 | 1-1 | 3-2  | 0-0 | 1-1  | 2-1   | 2-1  |
| JS Saoura                                                  | 1-1  | 1-0 | 4-2  | 0-0 | 2-0 |     | 1-1 | 1-0 | 1-0  | 2-0 | 2-0 | 3-2  | 2-0 | 2-0  | 1-0   | 1-0  |
| MC Alger                                                   | 0-0  | 3-0 | 2-1  | 1-1 | 2-0 | 1-4 |     | 4-0 | 1-2  | 0-0 | 2-1 | 0-2  | 2-0 | 4-1  | 1-2   | 2-0  |
| MC Oran                                                    | 0-3* | 1-1 | 3-2  | 1-2 | 2-1 | 1-0 | 0-0 |     | 0-0  | 2-0 | 1-0 | 1-1  | 5-0 | 3-0  | 1-1   | 1-0  |
| NA Hussein Dey                                             | 0-0  | 1-1 | 3-0  | 0-0 | 2-1 | 0-0 | 1-0 | 1-1 |      | 2-0 | 1-1 | 1-1  | 2-1 | 4-1  | 1-1   | 1-1  |
| O Médéa                                                    | 1-1  | 0-0 | 1-1  | 0-0 | 0-0 | 2-0 | 1-0 | 2-0 | 3-1  |     | 1-0 | 1-1  | 1-2 | 2-1  | 0-1   | 1-0  |
| Paradou AC                                                 | 0-0  | 2-0 | 1-0  | 4-2 | 2-0 | 3-0 | 1-5 | 1-0 | 1-1  | 5-0 |     | 0-0  | 1-0 | 1-0  | 0-1   | 2-3  |
| USM Alger                                                  | 4-0  | 1-2 | 1-1  | 3-2 | 0-0 | 0-2 | 2-2 | 3-1 | 1-2  | 1-1 | 2-1 |      | 2-0 | 1-2  | 1-2   | 2-0  |
| US Biskra                                                  | 0-0  | 1-2 | 4-0  | 1-0 | 1-1 | 1-0 | 0-1 | 2-2 | 0-0  | 2-0 | 1-0 | 0-1  |     | 2-0  | 2-1   | 2-0  |
| USM Blida                                                  | 2-2  | 1-2 | 1-0  | 0-0 | 2-3 | 1-0 | 1-2 | 0-1 | 2-2  | 2-1 | 0-1 | 2-3  | 0-0 |      | 2-2   | 2-0  |
| USM Bel Abbès                                              | 1-0  | 1-2 | 1-1  | 2-1 | 4-1 | 0-1 | 1-1 | 2-5 | 0-1  | 2-1 | 0-1 | 2-0  | 0-0 | 1-0  |       | 1-0  |
| USM El Harrach                                             | 1-2  | 1-1 | 1-2  | 0-0 | 2-0 | 2-3 | 2-0 | 2-3 | 0-0  | 2-3 | 2-1 | 0-0  | 1-0 | 2-0  | 1-2   |      |
| - Victoire à domicile - Match nul - Victoire à l'extérieur |      |     |      |     |     |     |     |     |      |     |     |      |     |      |       |      |

```
* : Victoire sur tapis-vert pour le CRB, pour cause de match arrêté à la 
81
e
 minute (score étais 0-2 pour le CRB).
```

## Statistiques

### Domicile et extérieur
dernière mise à jour Mai 2018
| Rang | Équipe         | Pts | J  | G  | N | P | Bp | Bc | Diff |
| ---- | -------------- | --- | -- | -- | - | - | -- | -- | ---- |
| 1    | JS Saoura      | 36  | 14 | 11 | 3 | 0 | 23 | 6  | +17  |
| 2    | CS Constantine | 33  | 13 | 10 | 3 | 0 | 20 | 8  | +12  |
| 3    | ES Sétif       | 29  | 14 | 9  | 2 | 3 | 24 | 12 | +12  |
| 4    | MC Alger       | 27  | 14 | 8  | 3 | 3 | 24 | 10 | +14  |
| 5    | Paradou AC     | 27  | 14 | 8  | 3 | 3 | 19 | 12 | +7   |
| 6    | NA Hussein Dey | 26  | 14 | 6  | 8 | 0 | 20 | 9  | +11  |
| 7    | MC Oran        | 26  | 14 | 7  | 5 | 2 | 20 | 10 | +10  |
| 8    | JSKabylie      | 25  | 14 | 6  | 7 | 1 | 22 | 14 | +8   |
| 9    | DRB Tadjenanet | 25  | 14 | 7  | 4 | 3 | 17 | 11 | +6   |
| 10   | USM Bel Abbès  | 23  | 14 | 7  | 2 | 5 | 18 | 15 | +3   |
| 11   | USM Alger      | 22  | 14 | 6  | 4 | 4 | 23 | 16 | +7   |
| 12   | US Biskra      | 22  | 13 | 6  | 4 | 3 | 13 | 8  | +5   |
| 13   | O Médéa        | 21  | 13 | 5  | 6 | 2 | 11 | 6  | +5   |
| 14   | CR Belouizdad  | 19  | 13 | 4  | 7 | 2 | 9  | 6  | +3   |
| 15   | USM Blida      | 17  | 14 | 4  | 5 | 5 | 17 | 17 | 0    |
| 16   | USM El Harrach | 16  | 13 | 4  | 4 | 5 | 15 | 14 | +1   |

| Rang | Équipe         | Pts | J  | G | N | P  | Bp | Bc | Diff |
| ---- | -------------- | --- | -- | - | - | -- | -- | -- | ---- |
| 1    | NA Hussein Dey | 22  | 14 | 5 | 7 | 2  | 15 | 12 | +3   |
| 2    | USM Alger      | 20  | 14 | 5 | 5 | 4  | 17 | 14 | +3   |
| 3    | USM Bel Abbès  | 18  | 14 | 5 | 3 | 6  | 14 | 16 | -2   |
| 4    | MC Alger       | 17  | 14 | 4 | 5 | 5  | 16 | 16 | 0    |
| 5    | CS Constantine | 17  | 14 | 4 | 5 | 5  | 12 | 16 | -4   |
| 6    | MC Oran        | 16  | 14 | 4 | 4 | 6  | 18 | 25 | -7   |
| 7    | CR Belouizdad  | 13  | 14 | 2 | 7 | 5  | 12 | 18 | -6   |
| 8    | Paradou AC     | 11  | 13 | 3 | 2 | 8  | 10 | 16 | -6   |
| 9    | ES Sétif       | 10  | 14 | 1 | 7 | 6  | 9  | 15 | -6   |
| 10   | USM El Harrach | 9   | 14 | 2 | 3 | 9  | 8  | 18 | -10  |
| 11   | JS Saoura      | 9   | 13 | 2 | 3 | 8  | 7  | 18 | -11  |
| 12   | O Médéa        | 9   | 14 | 1 | 6 | 7  | 7  | 19 | -12  |
| 13   | JS Kabylie     | 7   | 13 | 1 | 4 | 7  | 6  | 18 | -12  |
| 14   | DRB Tadjenanet | 6   | 13 | 1 | 3 | 9  | 11 | 23 | -12  |
| 15   | US Biskra      | 5   | 14 | 1 | 2 | 11 | 4  | 22 | -18  |
| 16   | USM Blida      | 3   | 13 | 0 | 3 | 10 | 7  | 28 | -21  |

### Buts marqués par journée
Ce graphique représente le nombre de buts marqués lors de chaque journée. total buts inscrit 527 buts.
La phase allée a vu l'inscription d'un total de 250 buts, soit 16,66 buts par journée.
Pour la phase retour, un total de 277 buts est inscrit, soit une moyenne de 18,46 buts par journée.

### Classement des buteurs
Mise à jour : 19 mai 2018
| #  | Buteur                      | Club           | Buts Note 1 | Pen. Note 2 | J Note 3 | Min. Note 4 |
| -- | --------------------------- | -------------- | ----------- | ----------- | -------- | ----------- |
| 1  | Oussama Darfalou            | USM Alger      | 18          | 4           | 27       | 2330        |
| 2  | Mohamed Lamine Abid         | CS Constantine | 16          | 1           | 29       | 2510        |
| 3  | Samy Frioui                 | USM Blida      | 15          | 4           | 29       | 2610        |
| 4  | Moustapha Djallit           | JS Saoura      | 12          | 2           | 25       | 2030        |
| 5  | Zakaria Naidji              | Paradou AC     | 11          | 3           | 23       | 2070        |
| 6  | Walid Derardja              | MC Alger       | 10          | 2           | 24       | 2130        |
| 7  | Mehdi Benaldjia             | JS Kabylie     | 9           | 0           | 28       | 2430        |
| 8  | Abderrahmane Bourdim        | JS Saoura      | 8           | 4           | 26       | 2250        |
| 8  | Mohamed Tiaïba              | MC Oran        | 8           | 1           | 20       | 1800        |
| 8  | Sofiane Bendebka            | MC Alger       | 8           | 0           | 26       | 2310        |
| 9  | Abderrahmane Hachoud        | MC Alger       | 7           | 2           | 26       | 2430        |
| 9  | Mohamed El Amine Belmokhtar | DRB Tadjenanet | 7           | 0           | 22       | 1980        |
| 10 | Zakaria Haddouche           | ES Sétif       | 6           | 1           | 25       | 2090        |

| Source : Classement des buteurs sur le site de la LFP 1 : Nombre de buts inscrits (+) dont nombre de penalties (-) 2 : Nombre de buts inscrits de penalties (+) 3 : Nombre de matchs jouer (+) 4 : Temps de jeu total en minutes (-) |

## Bilan de la saison
- Meilleure attaque : USM Alger (43 buts)
- Meilleure défense : NA Hussein Dey (24 buts)
- Premier but de la saison : Hichem Nekkache   25e pour le MC Alger contre le US Biskra (1-0) 25 août 2017 (1re journée).
- Dernier but de la saison : Samy Frioui   83e pour l'USM Blida  contre l'USM Alger  (1-2) le 19 mai 2018.
- Premier but contre son camp :  Chakib Arslan Mazari   69e (csc) de l'USM El Harrach en faveur du ES Sétif (1-1) le 26 août 2017 (1re journée).
- Premier penalty :  Adil Djabout   36e (pen.) pour la JS Kabylie contre le JS Saoura (1-1) le 26 août 2017 (1re journée).
- Premier but sur coup franc direct :
- Premier doublé :  El Hadi Belameiri   52e   68e pour le CS Constantine contre le NA Hussein Dey (3-1) le 25 août 2018 (1re journée).
- Premier triplé :  Moustapha Djallit   8e   28e   52e pour le JS Saoura contre le DRB Tadjenanet (4-2) le 25 août 2018 .
- Premier carton rouge :  Chemseddine Nessakh   35e pour le ES Sétif contre le MC Alger (1-1) le 9 septembre 2017.
- But le plus rapide d'une rencontre :  Oussama Darfalou   22e sec.  pour l'USM Alger contre le MC Alger (2-2) le 24 février 2018.
- But le plus tardif d'une rencontre : 
  -  Mohamed El Amine Belmokhtar   90+5e pour le DRB Tadjenanet contre le NA Hussein Dey (1-1) le 21 octobre 2017.
  -  Boumediene Freifer   92+2e pour le MC Oran contre le DRB Tadjenanet (0-1) le 22 septembre 2017
- Plus jeune buteur de la saison :  Boumediene Freifer   92+2e à l'âge de 18 ans, 10 mois et 7 jours pour le MC Oran contre le DRB Tadjenanet (0-1) le 22 septembre 2017.
- Plus vieux buteur de la saison :  Moustapha Djallit   28e à l'âge de 34 ans, 7 mois et 13 jours pour le JS Saoura contre l'USM El Harrach (2-3) le 4 mai 2018.
- Meilleure possession du ballon : MC Alger
- Journée de championnat la plus riche en buts : 28e journée  (28 buts)
- Journée de championnat la plus pauvre en buts : 16e journée (8 buts).
- Nombre de buts inscrits durant la saison : 527 buts soit une moyenne de 2,20 buts par match
- Plus grand nombre de buts dans une rencontre : 7 buts
  - 2-5 lors de USM Bel Abbès - MC Oran le 2 février 2018
- Plus large victoire à domicile : 5 buts d'écart
  - 5-0 lors de MC Oran - US Biskra le 17 mars 2018.
  - 5-0 lors de Paradou AC - O Médéa le 12 mai 2018.
- Plus large victoire à l'extérieur :4 buts d'écart
  - 0-5 lors de Paradou AC - MC Alger le 7 avril 2018.
- Plus grand nombre de buts en une mi-temps :5 buts
  - 2e mi-temps de NA Hussein Dey - USM Blida (0-0, 4-1) le 15 février 2018.
- Plus grand nombre de buts dans une rencontre pour un joueur :
- Doublé le plus rapide : 3 minutes
  -  Farid El Melali   84e   87e pour le Paradou AC contre le JS Saoura (2-2) le 17 février 2018.
- Triplé le plus rapide :  23 minutes
  -  Adil Djabout   65e   69e   88e pour le JS Kabylie contre le MC Oran (3-3) le 15 décembre 2017.
- Les triplés de la saison :
  -  Moustapha Djallit   8e   28e   52e pour le JS Saoura contre le DRB Tadjenanet (4-2) le 25 août 2018
  -  Adil Djabout   65e   69e   88e pour le JS Kabylie contre le MC Oran (3-3) le 15 décembre 2017 .
  -  Mourad Benayad   4e   38e   68e pour l'ES Sétif contre le DRB Tadjenanet (5-2) le 20 avril 2018.
  -  Sid Ali Yahia Cherif   26e   61e   83e pour le JS Saoura contre le MC Alger (1-4) le 19 mai 2018.
- Plus grand nombre de spectateurs dans une rencontre : 80 000 lors de MC Alger - USM Alger le 24 février 2018 (19e journée)
- Plus petit nombre de spectateurs dans une rencontre :
- Plus grande série de victoires consécutives : 6 matchs pour le JS Saoura entre les 25e et 30e journées.
- Plus grande série de défaites consécutives : 4 matchs pour l'USM Blida entre la 1re et 4e journées, le CR Belouizdad entre les 14e et 17e journées et le Paradou AC entre les 23e et 26e journées.
- Plus grande série de matchs sans défaite : 22 matchs pour le NA Hussein Dey entre les 8e et 29e journées.
- Plus grande série de matchs sans victoire : 15 matchs pour le CR Belouizdad entre la 4e et 18e journées.
- Champion d'automne : CS Constantine
- Champion : CS Constantine

## Parcours en coupes d'Afrique C1 & C3 et Coupe Arabe

### Parcours africain et Arabe des clubs
Le parcours des clubs algériens en coupes d'Afrique est important puisqu'il détermine le Classement 5-Year de la CAF, et donc le nombre de clubs algériens présents en coupes d'Afrique les années suivantes.
| Club           | Compétition                   | Résultat                 | Ultime(s) adversaire(s) | Ultime(s) adversaire(s) | Ultime(s) adversaire(s) | Ultime(s) adversaire(s) |
| -------------- | ----------------------------- | ------------------------ | ----------------------- | ----------------------- | ----------------------- | ----------------------- |
| ES Setif       | Ligue des champions de la CAF | 1/2                      | Al Ahly                 | Al Ahly                 | Al Ahly                 |                         |
| MC Alger       | Ligue des champions de la CAF | Phase de groupes         | TP Mazembe              | ES Setif                | DH El Jadida            |                         |
| USM Alger      | Coupe de la confédération     | 1/4                      | Al Masry                | Al Masry                | Al Masry                |                         |
| CR Belouizdad  | Coupe de la confédération     | 2e tour de qualification | ASEC Mimosas            | ASEC Mimosas            | ASEC Mimosas            |                         |
| NA Hussein Dey | Coupe Arabe                   | Phase de groupes         | Al Wahda                | Al Ahly SC              | Al Faisaly              |                         |

## Classement prévisionnel (2017)
Au 14 septembre 2015.
Légende
- LDC - Ligue des champions de la CAF
- CC - Coupe de la confédération
- SC - Supercoupe de la CAF
- CM - Coupe du monde des clubs FIFA

| Rang | Fédération | 2011 | 2011 | 2011 | 2011 | 2012 | 2012 | 2012 | 2012 | 2013 | 2013 | 2013 | 2013 | 2014 | 2014 | 2014 | 2014 | 2015 | 2015 | 2015 | 2015 | Total |
| Rang | Fédération | LDC  | CC   | SC   | CM   | LDC  | CC   | SC   | CM   | LDC  | CC   | SC   | CM   | LDC  | CC   | SC   | CM   | LDC  | CC   | SC   | CM   | Total |
| ---- | ---------- | ---- | ---- | ---- | ---- | ---- | ---- | ---- | ---- | ---- | ---- | ---- | ---- | ---- | ---- | ---- | ---- | ---- | ---- | ---- | ---- | ----- |
| 1    | Egypte     | 5    | 3    |      |      | 6    | 0    |      |      | 2    | 7    |      |      | 1    | 4    |      |      | 1    | 4    |      |      | 91    |
| 2    | Tunisie    | 5    | 3    |      |      | 4    | 0    |      |      | 3    | 7    |      |      | 5    | 1    |      |      | 0    | 4    |      |      | 90    |
| 3    | Algérie    | 1    | 1    |      |      | 2    | 0    |      |      | 0    | 1    |      |      | 5    | 0    |      |      | 6    | 0    | 1    |      | 64    |
| 4    | RD Congo   | 0    | 1    | 1    |      | 3    | 0    |      |      | 0    | 3    |      |      | 7    | 0    |      |      | 3    | 0    |      |      | 60    |
| 5    | Soudan     | 3    | 0    |      |      | 0    | 5    |      |      | 0    | 0    |      |      | 2    | 0    |      |      | 6    | 0    |      |      | 51    |